# Nederlandse Curling Bond
De Nederlandse Curling Bond (NCB) is de in 1974 opgerichte overkoepelende organisatie voor de olympische sport curling in Nederland. De bond is nationaal aangesloten bij het NOC*NSF en internationaal bij de European Curling Federation en de World Curling Federation.
Daarnaast draagt de bond de eindverantwoordelijkheid over het Nederlands mannen- en -vrouwencurlingteam.

## Aangesloten verenigingen
| Club                 | IJshal                     | Plaats                   |
| -------------------- | -------------------------- | ------------------------ |
| Curling Club Fryslân | Thialf en 11Stedenhal      | Heerenveen en Leeuwarden |
| Curling Club PWA     | SilverDome                 | Zoetermeer               |
| Curling Club Tilburg | IJssportcentrum Stappegoor | Tilburg                  |
| Curling Club Utrecht | Vechtsebanen               | Utrecht                  |

## Ledenaantallen
In onderstaande tabel de ontwikkeling van het ledenaantal en het aantal verenigingen. Hierbij is het lidmaatschap van Curling Club Deurne (België) niet meegenomen. Deze vereniging was lid van de Nederlandse Curling Bond zodat de Belgische spelers - als team - aan de Nederlandse competitie konden deelnemen. Deze club was in de jaren '80 en begin jaren '90 lid van de Nederlandse Bond. Ook zijn curling clubs die geen lid zijn van de NOC/NSF, via lidmaatschap aan de bond, niet meegenomen. De oudste curling club van Nederland (CC Amsterdam) ontbreekt om die reden.
| Jaar | Ledenaantal | Verenigingen |
| ---- | ----------- | ------------ |
| 2019 |             | 4            |
| 2018 |             | 4            |
| 2017 | 141         | 4            |
| 2016 | 141         | 4            |
| 2015 | 163         | 4            |
| 2014 | 160         | 4            |
| 2013 | 154         | 4            |
| 2012 | 152         | 4            |
| 2011 | 143         | 4            |
| 2010 | 140         | 4            |
| 2009 | 122         | 4            |
| 2008 | 127         | 4            |
| 2007 | 123         | 4            |
| 2006 | 125         | 4            |
| 2005 | 150         | 4            |
| 2004 | 119         | 4            |
| 2003 | 121         | 4            |
| 2002 | 96          | 4            |
| 2001 |             | 4            |
| 1999 | 89          | 4            |
| 1996 | 113         | 5            |
| 1993 | 128         | 5            |
| 1990 | 514         | 5            |
| 1987 | 492         | 5            |
| 1984 | 461         | 5            |
| 1981 | 500         | 5            |
| 1978 | 500         | 5            |